# Fearless (альбом Family)
Fearless — пятый студийный альбом британской рок-группы Family, записанный в лондонской студии Olympic и выпущенный звукозаписывающими компаниями Reprise Records и United Artists 29 октября 1971 года. Fearless стал первым альбомом Family, попавшим в чарты США, достигнув 177-го места в Billboard Top LPs & Tape в марте 1972 года и продержавшись в чартах 7 недель.

## Об альбоме
После завершения второго тура по США в середине 1971 года Джон Вейдер покинул группу, и его заменил Джон Уэттон (гитары, клавишные, бэк-вокал). Уэттон привнёс свой фирменный импульсивный стиль исполнения, и звучание группы заметно изменилось, о чём свидетельствует открывающая альбом песня «Between Blue and Me». Спустя всего год, выпустив ещё один альбом, Уэттон ушёл из Family, чтобы присоединиться к последнему составу King Crimson, его заменил Джим Креган.

## Отзывы
Рецензент Эд Уорд, написавший рецензию в американском рок-журнале Creem, признавшись, что Family ему не понравился, назвал Fearless «хорошим, сильным альбомом, наполненным одним из самых интенсивных, высокоэнергетических британских рок-н-роллов, создаваемых в наши дни», но всё же оценил его как «не столь хороший, как Anyway» (который на тот момент ещё не был выпущен в США). Композиции «Spanish Tide» и «Children» он охарактеризовал как проходные, но заключил, что «то, что осталось, действительно прекрасно».
Джек Брешард в своём обзоре в Crawdaddy! пошёл дальше и объявил альбом «по настоящему блестящим». Первую сторону он особенно хвалил, «это самая запоминающаяся сторона альбома, которую я слышал за очень долгое время». По его мнению, большая часть сильных сторон альбома заключается в «мультиинструментальности группы», добавив, что хотя диапазон группы широк, «никто не зацикливается на куче музыкальных претензий».
AllMusic назвал альбом «неровным», но отметил, что в нём есть несколько сильных моментов, таких как «Spanish Tide», «Save Some for Thee» и «Take Your Partners», в последней из которых «члены группы управляют взаимодействием с ловкостью и мастерством, которые, пожалуй, превзошли бы любую джем-композицию того времени».

## Список композиций
Слова и музыка всех песен — Джон «Чарли» Уитни и Роджер Чепмен, если не указано иное.
| №   | Название                                     | Автор(ы)                                              | Длительность |
| --- | -------------------------------------------- | ----------------------------------------------------- | ------------ |
| 1.  | «Between Blue and Me»                        |                                                       | 4:58         |
| 2.  | «Sat’d’y Barfly»                             |                                                       | 4:02         |
| 3.  | «Larf and Sing»                              | Джон «Поли» Палмер                                    | 2:45         |
| 4.  | «Spanish Tide»                               |                                                       | 4:00         |
| 5.  | «Save Some for Thee»                         |                                                       | 3:45         |
| 6.  | «Take Your Partners»                         | Джон «Чарли» Уитни, Роджер Чепмен, Джон «Поли» Палмер | 6:25         |
| 7.  | «Children»                                   |                                                       | 2:20         |
| 8.  | «Crinkly Grin» (инструментальная композиция) | Джон «Поли» Палмер                                    | 1:05         |
| 9.  | «Blind»                                      |                                                       | 4:02         |
| 10. | «Burning Bridges»                            | Джон «Чарли» Уитни, Роджер Чепмен, Джон «Поли» Палмер | 4:44         |

## Участники записи
Family:
- Роджер Чепмен — вокал, гитары, перкуссия
- Джон «Чарли» Уитни — гитары, мандолина, перкуссия
- Джон «Поли» Палмер[англ.] — клавишные, бэк-вокал, флейта, перкуссия
- Джон Уэттон — бас, бэк-вокал, гитары, клавишные
- Роберт Таунсенд — ударные, перкуссия

## Позиции в хит-парадах
Еженедельные чарты:
| Хит-парад (1971)                 | Высшая позиция | Пребывание в чарте |
| -------------------------------- | -------------- | ------------------ |
| Великобритания (UK Albums Chart) | 14             | 2 недели           |
| США (Billboard Top LPs & Tape)   | 177            | 6 недель           |